# Raoul (évêque d'Aleth)
Pour les articles homonymes, voir Raoul.
Raoul est évêque d'Aleth vers 1008-1032.

## Origine
L'origine de Raoul est inconnue mais il est vraisemblablement apparenté à son prédécesseur l'évêque d'Aleth qui souscrit la charte du 28 juillet 990 du duc Conan Ier au Mont Saint-Michel et dont le siège épiscopal n'est pas certain : Raoul/Roald ou Constantin. 
Dans une étude récente Katherine S.B. Keats-Rohan émet l'hypothèse sur la base de l'onomastique qu'il appartient à un groupe familial actif dans la première moitié du XIe siècle dit les « Raoul du nord-est de la Bretagne » et qu'il est l'oncle de plusieurs personnages  dont son neveu putatif Raoul Anglicus né de l'union d'un de ses frères anonyme avec une anglo-saxonne peut-être issue de la lignée d'Æthelstan Demi-Roi qui disparaît en ligne masculine à cette époque, ainsi que deux autres homonymes locaux Raoul Cantor vers 1032 et Raoul le Large (vers 1030-1050) miles père d'Éven abbé de Saint-Melaine et archevêque de Dol et de son frère Main père de Guillaume d'Aubigné.

## Épiscopat
L'épiscopat de Raoul est peu documenté : il est qualifié d'évêque d'Aeth, comme successeur de Rethwalatr II, vers 1008 dans un fragment de la Chronique de Saint-Brieuc. Il a comme successeur Hamon [III] qui souscrit la charte de la fondation de l'Abbaye Saint-Georges de Rennes.